# Milijevići
Milijevići (cyr. Милијевићи) – wieś w Czarnogórze, w gminie Cetynia. W 2003 roku liczyła 8 mieszkańców.